# Eiskunstlauf-Europameisterschaften 2007
Die 99. Eiskunstlauf-Europameisterschaften fanden vom 22. bis 28. Januar 2007 in der Torwar-Halle im polnischen Warschau statt.

## Bilanz

### Medaillenspiegel
| Platz | Land        | Gold | Silber | Bronze | Gesamt |
| ----- | ----------- | ---- | ------ | ------ | ------ |
| 1     | Frankreich  | 2    | –      | –      | 2      |
| 2     | Deutschland | 1    | –      | –      | 1      |
| 2     | Italien     | 1    | –      | –      | 1      |
| 4     | Russland    | –    | 2      | –      | 2      |
| 5     | Schweiz     | –    | 1      | –      | 1      |
| 5     | Tschechien  | –    | 1      | –      | 1      |
| 7     | Belgien     | –    | –      | 1      | 1      |
| 7     | Bulgarien   | –    | –      | 1      | 1      |
| 7     | Finnland    | –    | –      | 1      | 1      |
| 7     | Polen       | –    | –      | 1      | 1      |

### Medaillengewinner
| Konkurrenz | Gold                                    | Silber                           | Bronze                          |
| ---------- | --------------------------------------- | -------------------------------- | ------------------------------- |
| Herren     | Brian Joubert                           | Tomáš Verner                     | Kevin van der Perren            |
| Damen      | Carolina Kostner                        | Sarah Meier                      | Kiira Korpi                     |
| Paare      | Aljona Savchenko / Robin Szolkowy       | Marija Petrowa / Alexei Tichonow | Dorota Siudek / Mariusz Siudek  |
| Eistanz    | Isabelle Delobel / Olivier Schoenfelder | Oxana Domnina / Maxim Schabalin  | Albena Denkowa / Maxim Stawiski |

## Ergebnisse
- Pkt. = Punkte
- KP = Kurzprogramm
- K = Kür
- OT = Originaltanz
- PT = Pflichttanz

### Herren
| Platz                 | Sportler               | Land                   | Pkt.   | KP | K  |
| --------------------- | ---------------------- | ---------------------- | ------ | -- | -- |
| 1                     | Brian Joubert          | Frankreich             | 227,12 | 2  | 1  |
| 2                     | Tomáš Verner           | Tschechien             | 212,69 | 1  | 3  |
| 3                     | Kevin van der Perren   | Belgien                | 204,85 | 4  | 2  |
| 4                     | Sergei Dawydow         | Belarus                | 204,78 | 3  | 4  |
| 5                     | Andrei Lutai           | Russland               | 200,54 | 5  | 6  |
| 6                     | Alban Préaubert        | Frankreich             | 199,95 | 6  | 5  |
| 7                     | Karel Zelenka          | Italien                | 191,73 | 8  | 7  |
| 8                     | Jamal Othman           | Schweiz                | 182,14 | 11 | 10 |
| 9                     | Gregor Urbas           | Slowenien              | 181,07 | 12 | 9  |
| 10                    | Kristoffer Berntsson   | Schweden               | 177,54 | 7  | 11 |
| 11                    | Stefan Lindemann       | Deutschland            | 176,17 | 17 | 8  |
| 12                    | Yannick Ponsero        | Frankreich             | 172,27 | 10 | 13 |
| 13                    | Anton Kowalewskyj      | Ukraine                | 172,01 | 9  | 15 |
| 14                    | Moris Pfeifhofer       | Schweiz                | 163,08 | 14 | 16 |
| 15                    | Philipp Tischendorf    | Deutschland            | 162,94 | 16 | 14 |
| 16                    | Andrei Grjasew         | Russland               | 162,23 | 13 | 17 |
| 17                    | Igor Macypura          | Slowakei               | 159,61 | 20 | 12 |
| 18                    | Sergei Dobrin          | Russland               | 153,70 | 15 | 19 |
| 19                    | Pavel Kaška            | Tschechien             | 145,89 | 21 | 18 |
| 20                    | Przemysław Domański    | Polen                  | 138,67 | 24 | 20 |
| 21                    | John Hamer             | Vereinigtes Königreich | 136,47 | 18 | 21 |
| 22                    | Boris Martinec         | Kroatien               | 134,00 | 19 | 22 |
| 23                    | Ari-Pekka Nurmenkari   | Finnland               | 128,08 | 22 | 23 |
| 24                    | Sergei Kotov           | Israel                 | 124,90 | 23 | 24 |
| Finale nicht erreicht |                        |                        |        |    |    |
| 25                    | Alper Uçar             | Türkei                 | 042,16 | 25 |    |
| 26                    | Michael Chrolenko      | Norwegen               | 042,13 | 26 |    |
| 27                    | Manuel Koll            | Österreich             | 042,00 | 27 |    |
| 28                    | Javier Fernández López | Spanien                | 041,73 | 28 |    |
| 29                    | Adrian Matei           | Rumänien               | 041,38 | 29 |    |
| 30                    | Naiden Boritschew      | Bulgarien              | 040,48 | 30 |    |
| 31                    | Ivan Blagov            | Aserbaidschan          | 039,46 | 31 |    |
| 32                    | Zoltán Kelemen         | Rumänien               | 032,70 | 32 |    |

### Damen
| Platz                 | Sportlerin               | Land                   | Pkt.   | KP | K  |
| --------------------- | ------------------------ | ---------------------- | ------ | -- | -- |
| 1                     | Carolina Kostner         | Italien                | 174,79 | 2  | 1  |
| 2                     | Sarah Meier              | Schweiz                | 171,28 | 1  | 2  |
| 3                     | Kiira Korpi              | Finnland               | 151,19 | 5  | 4  |
| 4                     | Susanna Pöykiö           | Finnland               | 146,02 | 7  | 5  |
| 5                     | Valentina Marchei        | Italien                | 144,28 | 12 | 3  |
| 6                     | Alisa Drei               | Finnland               | 141,90 | 9  | 6  |
| 7                     | Jelena Sokolowa          | Russland               | 139,71 | 8  | 7  |
| 8                     | Elene Gedewanischwili    | Georgien               | 137,32 | 3  | 9  |
| 9                     | Júlia Sebestyén          | Ungarn                 | 136,05 | 4  | 10 |
| 10                    | Tuğba Karademir          | Türkei                 | 131,00 | 13 | 8  |
| 11                    | Alexandra Ijewlewa       | Russland               | 126,99 | 6  | 14 |
| 12                    | Jelena Glebova           | Estland                | 126,80 | 10 | 12 |
| 13                    | Tamar Katz               | Israel                 | 126,09 | 11 | 13 |
| 14                    | Lina Johansson           | Schweden               | 120,64 | 15 | 15 |
| 15                    | Jenna McCorkell          | Vereinigtes Königreich | 120,47 | 20 | 11 |
| 16                    | Idora Hegel              | Kroatien               | 119,96 | 14 | 16 |
| 17                    | Anne-Sophie Calvez       | Frankreich             | 116,96 | 16 | 17 |
| 18                    | Viktória Pavuk           | Ungarn                 | 110,98 | 21 | 18 |
| 19                    | Kristin Wieczorek        | Deutschland            | 110,20 | 23 | 19 |
| 20                    | Christiane Berger        | Deutschland            | 109,17 | 17 | 22 |
| 21                    | Roxana Luca              | Rumänien               | 108,34 | 22 | 21 |
| 22                    | Anna Jurkiewicz          | Polen                  | 107,31 | 24 | 20 |
| 23                    | Radka Bártová            | Slowakei               | 105,12 | 19 | 23 |
| 24                    | Iryna Mowtschan          | Ukraine                | 102,94 | 18 | 24 |
| Finale nicht erreicht |                          |                        |        |    |    |
| 25                    | Kathrin Freudelsperger   | Österreich             | 036,84 | 25 |    |
| 26                    | Karen Venhuizen          | Niederlande            | 035,72 | 26 |    |
| 27                    | Sonia Radewa             | Bulgarien              | 034,61 | 27 |    |
| 28                    | Xenija Doronina          | Russland               | 034,31 | 28 |    |
| 29                    | Julia Sheremet           | Belarus                | 033,98 | 29 |    |
| 30                    | Merovee Ephrem           | Monaco                 | 031,34 | 30 |    |
| 31                    | Maria-Elena Papasotiriou | Griechenland           | 031,26 | 31 |    |
| 32                    | Isabelle Pieman          | Belgien                | 030,19 | 32 |    |
| 33                    | Ivana Hudziecová         | Tschechien             | 028,46 | 33 |    |
| 34                    | Melissandre Fuentes      | Andorra                | 028,44 | 34 |    |
| 35                    | Kseniia Jastsenjski      | Serbien                | 027,88 | 35 |    |
| 36                    | Julia Teplih             | Lettland               | 024,70 | 36 |    |
| 37                    | Rūta Gajauskaitė         | Litauen                | 024,34 | 37 |    |
| 38                    | Kristina Schlobina       | Aserbaidschan          | 023,97 | 38 |    |

### Paare
| Platz | Sportler                                 | Land                   | Pkt.   | KP | K  |
| ----- | ---------------------------------------- | ---------------------- | ------ | -- | -- |
| 1     | Aljona Savchenko / Robin Szolkowy        | Deutschland            | 199,39 | 1  | 1  |
| 2     | Marija Petrowa / Alexei Tichonow         | Russland               | 179,61 | 2  | 2  |
| 3     | Dorota Siudek / Mariusz Siudek           | Polen                  | 170,91 | 3  | 3  |
| 4     | Julija Obertas / Sergei Slawnow          | Russland               | 156,96 | 4  | 5  |
| 5     | Tatjana Wolossoschar / Stanislaw Morosow | Ukraine                | 155,35 | 5  | 4  |
| 6     | Jelena Jefajewa / Alexei Menschikow      | Russland               | 141,05 | 7  | 6  |
| 7     | Mari-Doris Vartmann / Florian Just       | Deutschland            | 132,76 | 6  | 9  |
| 8     | Marylin Pla / Yannick Bonheur            | Frankreich             | 130,67 | 12 | 7  |
| 9     | Laura Magitteri / Ondřej Hotárek         | Italien                | 130,15 | 9  | 8  |
| 10    | Dominika Piątkowska / Dmitri Chromin     | Polen                  | 122,98 | 8  | 11 |
| 11    | Stacey Kemp / David King                 | Vereinigtes Königreich | 121,06 | 13 | 10 |
| 12    | Rebecca Handke / Daniel Wende            | Deutschland            | 119,25 | 10 | 13 |
| 13    | Adeline Canac / Maxima Coia              | Frankreich             | 118,90 | 11 | 12 |
| 14    | Diana Rennik / Aleksei Saks              | Estland                | 115,54 | 14 | 14 |
| Z     | Ekaterina Sosinova / Fedor Sokolov       | Aserbaidschan          |        |    |    |

- Z = Zurückgezogen

### Eistanz
| Platz                 | Sportler                                           | Land                   | Pkt.   | PT | OT | K  |
| --------------------- | -------------------------------------------------- | ---------------------- | ------ | -- | -- | -- |
| 1                     | Isabelle Delobel / Olivier Schoenfelder            | Frankreich             | 199,47 | 1  | 1  | 2  |
| 2                     | Oxana Domnina / Maxim Schabalin                    | Russland               | 199,16 | 2  | 2  | 1  |
| 3                     | Albena Denkowa / Maxim Stawiski                    | Bulgarien              | 193,73 | 3  | 3  | 3  |
| 4                     | Jana Chochlowa / Sergei Nowizki                    | Russland               | 175,76 | 5  | 4  | 4  |
| 5                     | Sinead Kerr / John Kerr                            | Vereinigtes Königreich | 171,90 | 6  | 6  | 5  |
| 6                     | Federica Faiella / Massimo Scali                   | Italien                | 170,26 | 4  | 5  | 6  |
| 7                     | Kristin Fraser / Igor Lukanin                      | Aserbaidschan          | 157,63 | 8  | 9  | 7  |
| 8                     | Anna Cappellini / Luca Lanotte                     | Italien                | 155,28 | 9  | 8  | 11 |
| 9                     | Pernelle Carron / Mathieu Jost                     | Frankreich             | 152,47 | 14 | 10 | 8  |
| 10                    | Anna Zadorozhniuk / Sergei Verbillo                | Ukraine                | 149,62 | 10 | 12 | 9  |
| 11                    | Alexandra Zaretski / Roman Zaretski                | Israel                 | 148,05 | 12 | 11 | 12 |
| 12                    | Jekaterina Rubljowa / Iwan Schefer                 | Russland               | 147,81 | 11 | 13 | 10 |
| 13                    | Alla Beknazarova / Vladimir Zuev                   | Ukraine                | 138,25 | 13 | 14 | 15 |
| 14                    | Anastassia Grebenkina / Vazgen Azrojan             | Armenien               | 136,32 | 15 | 17 | 14 |
| 15                    | Grethe Grünberg / Kristian Rand                    | Estland                | 134,53 | 20 | 15 | 13 |
| 16                    | Nelli Schiganschina / Alexander Gazsi              | Deutschland            | 133,20 | 16 | 16 | 16 |
| 17                    | Kamila Hájková / David Vincour                     | Tschechien             | 127,15 | 19 | 19 | 17 |
| 18                    | Katherine Copely / Deividas Stagniūnas             | Litauen                | 124,53 | 21 | 20 | 18 |
| 19                    | Barbora Silná / Dmitri Matsjuk                     | Österreich             | 123,56 | 17 | 18 | 23 |
| 20                    | Zsuzsanna Nagy / György Elek                       | Ungarn                 | 120,23 | 23 | 21 | 20 |
| 21                    | Joanna Budner / Jan Mościcki                       | Polen                  | 119,20 | 22 | 22 | 21 |
| 22                    | Nora Von Bergen / David Defazio                    | Schweiz                | 118,81 | 24 | 23 | 19 |
| 23                    | Phillipa Towler-Green / Phillip Poole              | Vereinigtes Königreich | 116,06 | 18 | 24 | 22 |
| Z                     | Nora Hoffmann / Attila Elek                        | Ungarn                 | 081,47 | 7  | 7  |    |
| Finale nicht erreicht |                                                    |                        |        |    |    |    |
| 25                    | Nicolette Amie House / Aidas Reklys                | Litauen                | 049,63 | 25 | 25 |    |
| 26                    | Christa-Elizabeth Goulakos / Eric Neumann-Aubichon | Griechenland           | 044,73 | 26 | 26 |    |
| 27                    | Evgenia Melnik / Oleg Krupen                       | Belarus                | 039,54 | 27 | 27 |    |

- Z = Zurückgezogen